# Estación Cañada Mariano
Cañada Mariano es una estación de ferrocarril ubicada en el paraje rural del mismo nombre, en las afueras de la ciudad de Darregueira, Partido de Puan, Provincia de Buenos Aires, Argentina.

## Servicios
Pertenece al Ferrocarril Domingo Faustino Sarmiento en su ramal entre Darregueira hasta Alpachiri y Remecó.
No presta servicios de pasajeros desde 1978, sin embargo por sus vías corren trenes de carga, a cargo de la empresa Ferroexpreso Pampeano.